# John C. Reilly/Filmografie

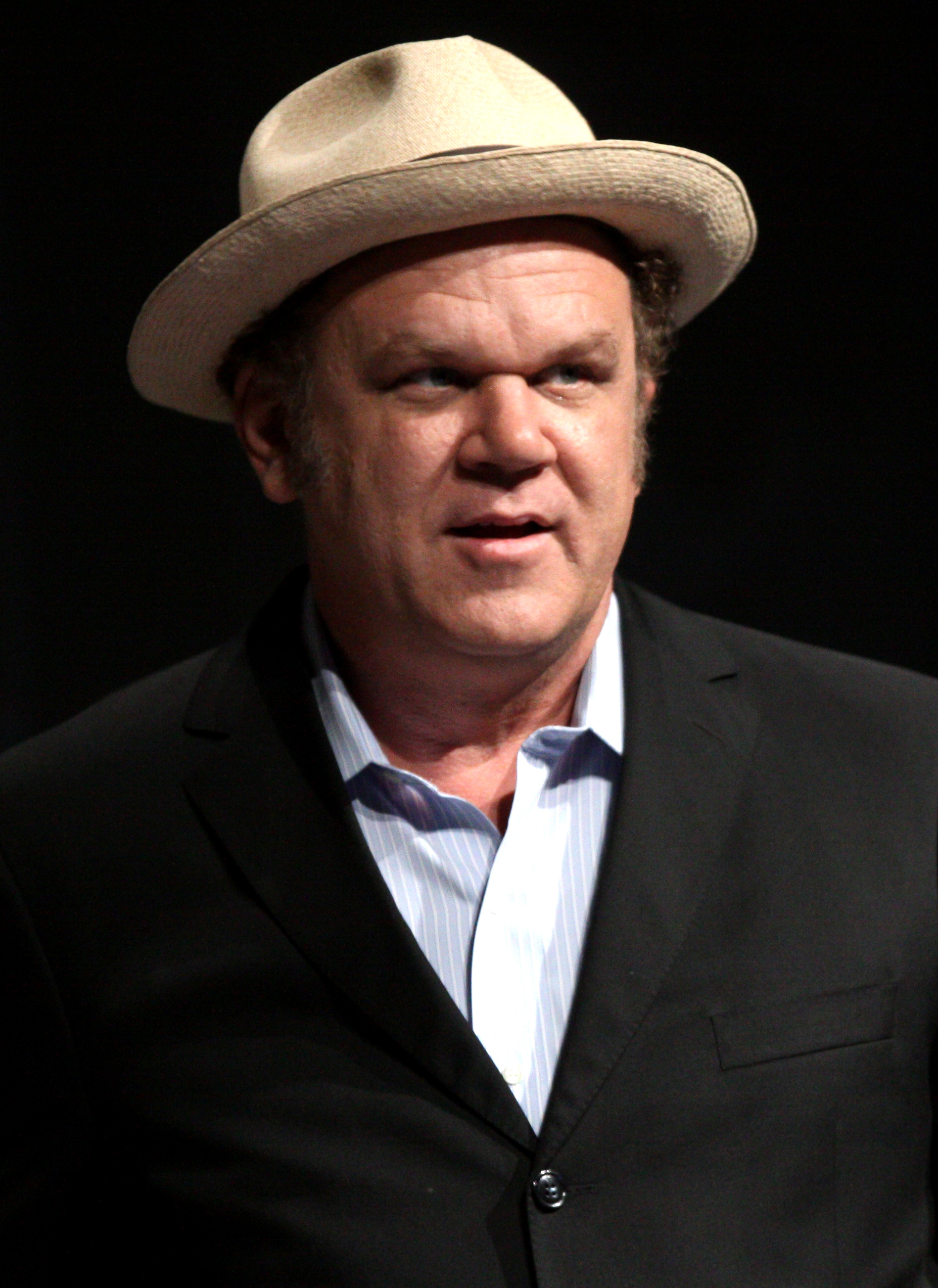
Reilly auf der Comic-Con International 2012 in San Diego

John C. Reilly ist ein amerikanischer Schauspieler, Komiker, Sänger, Drehbuchautor und Produzent. Es folgt seine ausführliche Filmografie.

## Film
| Jahr | Titel                                                   | Rolle                            | Regisseur                                           | Anmerkungen                              |
| ---- | ------------------------------------------------------- | -------------------------------- | --------------------------------------------------- | ---------------------------------------- |
| 1989 | Die Verdammten des Krieges                              | PFC. Herbert Hatcher             | Brian De Palma                                      |                                          |
| 1989 | Wir sind keine Engel                                    | Junger Monk                      | Neil Jordan                                         |                                          |
| 1990 | Tage des Donners                                        | Buck Bretherton                  | Tony Scott                                          |                                          |
| 1990 | Im Vorhof der Hölle                                     | Stevie McGuire                   | Phil Joanou                                         |                                          |
| 1991 | Schatten und Nebel                                      | Polizist auf einem Polizeirevier | Woody Allen                                         |                                          |
| 1992 | Ein Yuppie steht im Wald                                | Jim Jr.                          | Francis Veber                                       |                                          |
| 1992 | Jimmy Hoffa                                             | Pete Connelly                    | Danny Devito                                        |                                          |
| 1993 | Gilbert Grape – Irgendwo in Iowa                        | Tucker Van Dyke                  | Lasse Hallström                                     |                                          |
| 1994 | Am wilden Fluß                                          | Terry                            | Curtis Hanson                                       |                                          |
| 1995 | Dolores                                                 | Const. Frank Stamshaw            | Taylor Hackford                                     |                                          |
| 1995 | Georgia                                                 | Herman                           | Ulu Grosbard                                        |                                          |
| 1996 | Last Exit Reno                                          | John Finnegan                    | Paul Thomas Anderson                                |                                          |
| 1996 | Run Off                                                 | Officer Kellogg Curry            | Stacy Cochran                                       |                                          |
| 1997 | Freeze – Alptraum Nachtwache                            | Deputy Inspector Bill Davis      | Ole Bornedal                                        | Uncredited                               |
| 1997 | Boogie Nights                                           | Reed Rothchild                   | Paul Thomas Anderson                                |                                          |
| 1997 | Chicago Cab                                             | Steve                            | Mary Cybulski und John Tintori                      |                                          |
| 1998 | Der schmale Grat                                        | Sergeant Storm                   | Terrence Malick                                     |                                          |
| 1999 | The Settlement                                          | Pat                              | Mark Steilen                                        |                                          |
| 1999 | Ungeküsst                                               | Augustus Strauss                 | Raja Gosnell                                        |                                          |
| 1999 | Aus Liebe zum Spiel                                     | Gus Sinski                       | Sam Raimi                                           |                                          |
| 1999 | Magnolia                                                | Jim Kurring                      | Paul Thomas Anderson                                |                                          |
| 2000 | Der Sturm                                               | Dale ‘Murph’ Murphy              | Wolfgang Petersen                                   |                                          |
| 2001 | Beziehungen und andere Katastrophen                     | Mac Forsyth                      | Alan Cumming und Jennifer Jason Leigh               |                                          |
| 2001 | Frank’s Book                                            | Frank                            | R.A. White                                          | Kurzfilm                                 |
| 2002 | The Good Girl                                           | Phil Last                        | Miguel Arteta                                       |                                          |
| 2002 | Gangs of New York                                       | Happy Jack                       | Martin Scorsese                                     |                                          |
| 2002 | Chicago                                                 | Amos Hart                        | Rob Marshall                                        |                                          |
| 2002 | The Hours – Von Ewigkeit zu Ewigkeit                    | Dan Brown                        | Stephen Daldry                                      |                                          |
| 2003 | Die Wutprobe                                            | Älterer Arnie Shankman           | Peter Segal                                         | Uncredited                               |
| 2004 | Aviator                                                 | Noah Dietrich                    | Martin Scorsese                                     |                                          |
| 2004 | Gauner unter sich                                       | Richard Gaddis                   | Gregory Jacobs                                      |                                          |
| 2005 | Are You the Favorite Person of Anybody?                 | Mann mit Umfrage                 | Miguel Arteta                                       | Kurzfilm                                 |
| 2005 | Dark Water – Dunkle Wasser                              | Mr. Murray                       | Walter Salles                                       |                                          |
| 2006 | Robert Altman’s Last Radio Show                         | Lefty                            | Robert Altman                                       |                                          |
| 2006 | Ricky Bobby – König der Rennfahrer                      | Cal Naughton, Jr.                | Adam McKay                                          |                                          |
| 2006 | Kings of Rock – Tenacious D                             | Sasquatch                        | Liam Lynch                                          | Uncredited                               |
| 2007 | Year of the Dog                                         | Albert "Al"                      | Mike White                                          |                                          |
| 2007 | Walk Hard: The Dewey Cox Story                          | Dewford "Dewey" Cox              | Jake Kasdan                                         |                                          |
| 2008 | The Promotion                                           | Richard Wehlner                  | Steve Conrad                                        |                                          |
| 2008 | Stiefbrüder                                             | Dale Doback                      | Adam McKay                                          | Ko-Autor mit Adam McKay und Will Ferrel  |
| 2009 | 9                                                       | 5 (Stimme)                       | Shane Acker                                         |                                          |
| 2009 | Mitternachtszirkus – Willkommen in der Welt der Vampire | Larten Crepsley                  | Paul Weitz                                          |                                          |
| 2010 | Der letzte Gentleman                                    | Gershon                          | Shari Springer Berman und Robert Pulcini            |                                          |
| 2010 | Cyrus                                                   | John                             | Jay Duplass und Mark Duplass                        |                                          |
| 2011 | Willkommen in Cedar Rapids                              | Dean Ziegler                     | Miguel Arteta                                       |                                          |
| 2011 | Fight for Your Right Revisited                          | Mike D (B-Boys 2)                | Adam Yauch                                          | Kurzfilm                                 |
| 2011 | We Need to Talk About Kevin                             | Franklin                         | Lynne Ramsay                                        |                                          |
| 2011 | Terri                                                   | Mr. Fitzgerald                   | Azazel Jacobs                                       |                                          |
| 2011 | Der Gott des Gemetzels                                  | Michael                          | Roman Polanski                                      |                                          |
| 2012 | Tim and Eric’s Billion Dollar Movie                     | Taquito                          | Tim Heidecker und Eric Wareheim                     |                                          |
| 2012 | Der Diktator                                            | Clayton                          | Larry Charles                                       | Uncredited Cameo                         |
| 2012 | Ralph reichts                                           | Ralph (Stimme)                   | Rich Moore                                          | Schrieb auch zusätzliches Story-Material |
| 2013 | Anchorman – Die Legende kehrt zurück                    | Der Geist von Stonewall Jackson  | Adam McKay                                          | Uncredited Cameo                         |
| 2014 | Bears                                                   | Erzähler                         | Alastair Fothergill, Keith Scholey und Adam Chapman | Dokumentation                            |
| 2014 | Life After Beth                                         | Maury Slocum                     | Jeff Baena                                          |                                          |
| 2014 | Guardians of the Galaxy                                 | Corpsmen Rhomann Dey             | James Gunn                                          |                                          |
| 2015 | Entertainment                                           | Cousin John                      | Rick Alverson                                       |                                          |
| 2015 | The Lobster                                             | Lispelnder Mann                  | Yorgos Lanthimos                                    |                                          |
| 2015 | Das Märchen der Märchen                                 | König von Longtrellis            | Matteo Garrone                                      |                                          |
| 2015 | The Cowboys                                             | L’Américain                      | Thomas Bidegain                                     |                                          |
| 2015 | Erinnerungen an Marnie                                  | Kiyomasa Oiwa (Stimme)           | James Simone und Hiromasa Yonebayashi               | Englische Synchronisation                |
| 2015 | View from a Blue Moon                                   | Narrator (Stimme)                | Blake Kueny                                         | Dokumentation                            |
| 2016 | Sing                                                    | Eddie (Stimme)                   | Garth Jennings und Christophe Lourdelet             |                                          |
| 2017 | The Little Hours                                        | Vater Tommasso                   | Jeff Baena                                          |                                          |
| 2017 | Kong: Skull Island                                      | Hank Marlow                      | Jordan Vogt-Roberts                                 |                                          |
| 2018 | The Sisters Brothers                                    | Eli Sisters                      | Jacques Audiard                                     | Auch Produzent                           |
| 2018 | Stan & Ollie                                            | Oliver Hardy                     | Jon S. Baird                                        |                                          |
| 2018 | Chaos im Netz                                           | Ralph (Stimme)                   | Phil Johnston und Rich Moore                        |                                          |
| 2018 | Holmes & Watson                                         | John Watson                      | Etan Cohen                                          |                                          |

## Fernsehen
| Jahr         | Titel                                 | Rolle                  | Anmerkungen                                          |
| ------------ | ------------------------------------- | ---------------------- | ---------------------------------------------------- |
| 1993         | Fallen Angels                         | Martin Lonsdale        | Episode: "The Frightening Frammis"                   |
| 1999         | Tenacious D                           | Sasquatch              | Episode: "Death of a Dream"                          |
| 2002–2007    | American Bikers                       | Keith Grayson (Stimme) | Hauptbesetzung                                       |
| 2004         | Cracking Up                           | Steve Evers            | Episode: „Prom Night“                                |
| 2006         | Tom Goes to the Mayor                 | John (Stimme)          | Episode: „Friendship Alliance“                       |
| 2006         | Saturday Night Live                   | Host                   | Episode: "John C. Reilly/My Chemical Romance"        |
| 2007–2010    | Tim and Eric Awesome Show, Great Job! | Dr. Steven Brule       | 25 Episoden und zwei Specials                        |
| 2008         | The Simpsons                          | Er selbst (Stimme)     | Episode: "Down by Lisa"                              |
| 2010–2011    | Funny or Die Presents                 | John / Nikola Tesla    | 2 Episoden                                           |
| 2010–present | Check It Out! with Dr. Steve Brule    | Dr. Steve Brule        | Auch Co-Ersteller, Autor und Ausführender Produzent  |
| 2014         | Tim and Eric’s Bedtime Stories        | Jordan                 | Episode: "Baby"                                      |
| 2014–2015    | Stone Quackers                        | Officer Barry (Stimme) | 12 Episoden Auch Ausführender Produzent              |
| 2015         | Bagboy                                | Dr. Steve Brule        | Fernsehspecial Auch Autor und Ausführender Produzent |
| 2020         | Moonbase 8                            | Cap                    | Fernsehserie Auch Autor und Ausführender Produzent   |

## Bühne
| Daten     | Titel                | Rolle             | Produktion                             | Anmerkungen                                                                          |
| --------- | -------------------- | ----------------- | -------------------------------------- | ------------------------------------------------------------------------------------ |
| 1988      | Früchte des Zorns    | Noah              | Steppenwolf Theatre Company, Chicago   | [ 5 ] [ 6 ]                                                                          |
| 2000      | True West            | Austin, Lee       | Circle in the Square Theatre, Broadway | Originale Rolle. Abweichende Rollen in anderen Shows. Nominierung für den Tony Award |
| 2002–2003 | Marty                | Marty Piletti     | Huntington Theatre Company, Boston     | [ 8 ] [ 9 ]                                                                          |
| 2005      | Endstation Sehnsucht | Stanley Kowalski  | Studio 54, Broadway                    | Originale Rolle                                                                      |
| 2012      | 8                    | David Blankenhorn | Los Angeles                            | Bühnenlesung.                                                                        |

## Andere Medien
| Jahr | Titel                  | Künstler                    | Rolle               |
| ---- | ---------------------- | --------------------------- | ------------------- |
| 1998 | "Across the Universe"  | Fiona Apple                 | Jukebox-Dieb        |
| 1998 | "Talk About The Blues" | Jon Spencer Blues Explosion | Russell Simins      |
| 1999 | "Save Me"              | Aimee Mann                  | Officer Jim Kurring |
| 2006 | "Chuck Norris"         | Supafloss                   | Er selbst           |
| 2008 | "Boats 'N Hoes"        | Reilly und Will Ferrell     | Dale Doback         |
| 2011 | "Make Some Noise"      | Beastie Boys                | Zukünftiger Mike D  |
| 2014 | "HAM"                  | Mr. Oizo                    | Vater               |
| 2017 | „Pillow Talking“       | Lil Dicky                   | Gott                |

| Jahr | Titel                             | Rolle       | Anmerkungen         |
| ---- | --------------------------------- | ----------- | ------------------- |
| 2008 | Green Team                        | Jim Smegg   | Video kurz          |
| 2010 | Peace on Earth/Little Drummer Boy | Bing Crosby | Video kurz          |
| 2016 | Pound House                       | Fischer     | Episode: „Fish Man“ |